# 莱布舒
莱布舒（法語：Les Bouchoux，法語發音：[le buʃu]）是法国汝拉省的一个市镇，位于该省南部，属于圣克洛德区。

## 地理
莱布舒（46°17'49"N, 5°49'9"E）面积21.71 平方千米，位于法国勃艮第-弗朗什-孔泰大區汝拉省，该省份为法国东部内陆省份，北起上索恩省，西北接科多尔省，西临索恩-卢瓦尔省，南至安省，东与杜省和瑞士接壤。
与莱布舒接壤的市镇（或旧市镇、城区）包括：伯莱杜、舒镇、夸斯雷特、拉里瓦尔、拉佩斯、维里、维尔沃。

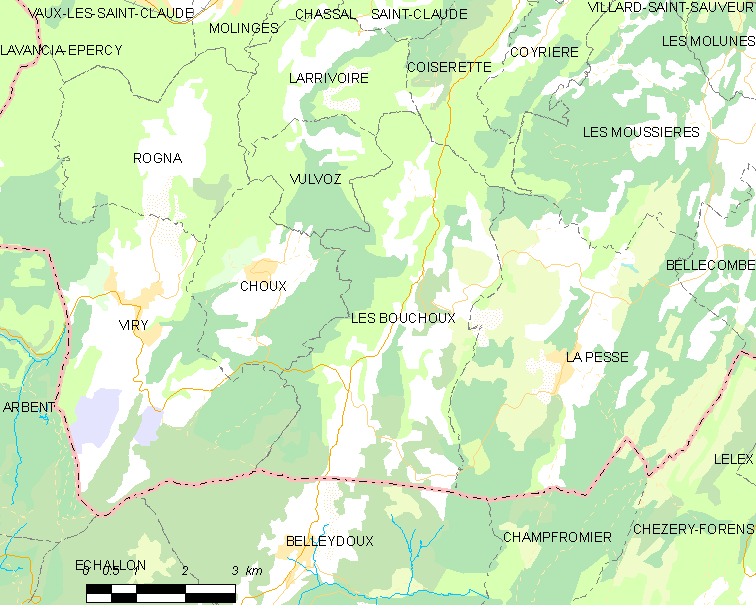
莱布舒的OSM定位图

莱布舒的时区为UTC+01:00、UTC+02:00（夏令时）。

## 行政
莱布舒的邮政编码为39370，INSEE市镇编码为39068。

## 政治
莱布舒所属的省级选区为科托迪利宗县。

## 人口

1962-2008年间莱布舒人口变化图示

莱布舒于2022年1月1日时的人口数量为313人。